# Lutynia (powiat Pleszewski)
Lutynia is een plaats in het Poolse district  Pleszewski, woiwodschap Groot-Polen. De plaats maakt deel uit van de gemeente Dobrzyca en telt 350 inwoners.

## Verkeer en vervoer
- Station Lutynia